# Руссо, Джон (кинематографист)
Джон А. Руссо (англ. John A. Russo) — американский писатель, сценарист и кинорежиссёр, получивший наибольшую известность в связи с произведениями на тему живых мертвецов.

## Биография
Родился 2 февраля 1939 — наиболее известные его работы — сценарий к фильму Джорджа Ромеро «Ночь живых мертвецов» (1968), а также одноимённый роман. В фильме он лично принимает участие как статист в одной из сцен.

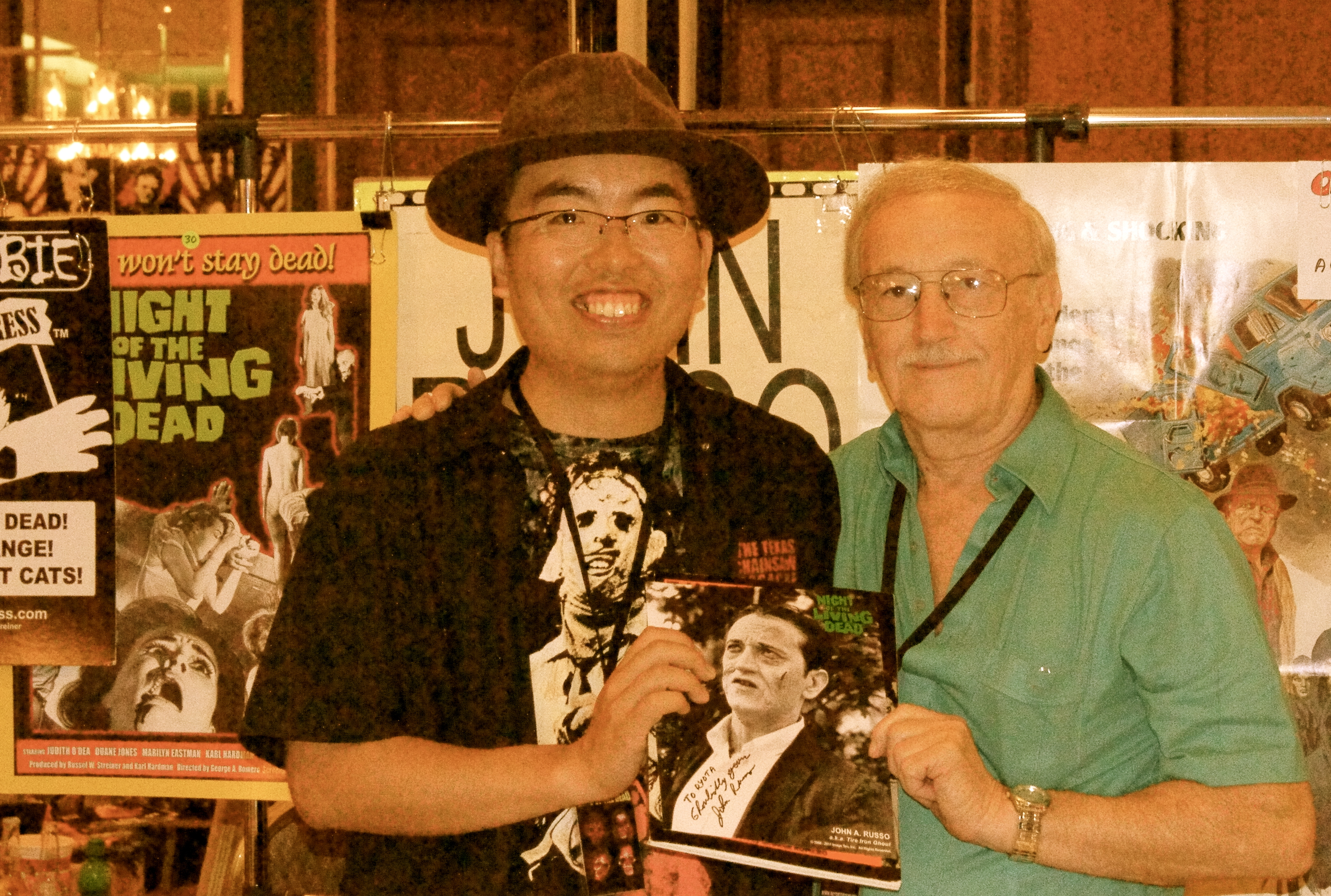
John A. Russo

Руссо также написал сценарий «Возвращение живых мертвецов», однако он остался нереализованным — знаменитая одноимённая лента 1985 года снята по сценарию Дэна О’Бэннона, Руссо числится в титрах только как автор сюжета.

## Комиксы
- Escape of the Living Dead
- George A. Romero’s Night of the Living Dead
- Plague of the Living Dead

## Сценарист
- Escape of the Living Dead (2009)
- Ночь живых мертвецов 3D (2006)
- Ночь живых мертвецов: Хроники уцелевших (видео) (2005)
- Saloonatics (видео) (2002)
- Santa Claws (1996)
- Scream Queens' Naked Christmas (1996)
- Midnight 2 (1993)
- Heartstopper (1992)
- Voodoo Dawn (1990)
- Ночь живых мертвецов (1990)
- Полицейский-убийца (1986)
- Возвращение живых мертвецов (1985)
- Midnight (1982)
- Booby Hatch, The (1976)
- Ночь живых мертвецов (1968)

## Режиссёр
- Escape of the Living Dead (2009)
- Saloonatics (видео) (2002)
- Santa Claws (1996)
- Scream Queens' Naked Christmas (1996)
- Midnight 2 (1993)
- Heartstopper (1992)
- Midnight (1982)
- Booby Hatch, The (1976)

## Продюсер
- One for the Fire: The Legacy of 'Night of the Living Dead' (2008)
- Дети живых мертвецов (2001)
- Santa Claws (1996)
- Ночь живых мертвецов (1990)
- Полицейский-убийца (1986)
- Booby Hatch, The (1976)
- Как мухи на мёд (1971)

## Актёр
- Дом Франкенштейна (ТВ) (1997)
- Santa Claws (1996)
- Inheritor, The (1990)
- Полицейский-убийца (1986)
- Как мухи на мёд (1971)
- Ночь живых мертвецов (1968)